# Fehime Sultan
Fehime Sultan, död 1929, var en osmansk prinsessa. 
Hon var dotter till Murad V och Meyliservet Kadın. 
Hennes farbror Abdulaziz avsattes och ersattes av hennes far 30 maj 1876; hennes far avsattes dock av hennes farbror Abd ül-Hamid II efter bara tre månader, varefter familjen sattes i husarrest i Çırağanpalatset. När hon och hennes syster Hatice Sultan (1870–1938) blev vuxna uttryckte de frustration över att behöva leva isolerade från omvärlden i Çırağanpalatset, och deras farbror Abd ül-Hamid II gav dem då valet att lämna palatset på villkor att de gifte sig och aldrig träffade sin far igen. De valde båda att gifta sig, och hämtades då till sultanen i Yildizpalatset. De närvarade båda två när kejsarinnan Augusta av Tyskland besökte det kejserliga osmanska haremet 1898.  
Hon gifte sig 1901 med Ali Galib Pasha. Hennes och hennes systers äktenskap arrangerades samtidigt av hennes farbror med män av liknande status, varefter de tilldelades var sitt palats som bostad. Äktenskapet var olyckligt och barnlöst. 
Efter att hennes syster hade fått sultanens tillstånd att skilja sig och gifta om sig, bad även Fehime Sultan om tillstånd att skilja sig och gifta om sig med en man hon själv fick välja. Hon skilde sig 1910 och gifte 1911 om sig med Mahmud Behçet Bey. Äktenskapet var barnlöst. Hon kallades fjärilsprinsessan på grund av sin konst och dyrbara västerländska modekläder. Hon var konstitutionalist och komponerade 1911 sonaten "Pour La Constitution".
1920 organiserade Ankara-regeringen två agentgrupper i Istanbul, Müdafaa-i Milliye Grubu (som organiserade Karakol- eller Teşkilatı-gruppen), och Felah. Prinsessorna 
Fehime Sultan och Naime Sultan var båda aktiva som agenter i dessa grupper och bedrev underrättelsetjänst mot Mehmed VI. 
Det osmanska sultanatet avskaffades 1 november 1922 och det osmanska kalifatet i mars 1924, varefter alla medlemmar av den före detta osmanska dynastin förvisades från den nya republiken Turkiet. Hon bosatte sig i Nice i Frankrike. Sedan hennes äktenskap sprack och maken tagit hennes pengar, hamnade hon i svåra ekonomiska omständigheter och levde på hjälp från några av sina eunucker, som hjälpte henne med pengar till mat och hyra. 